# 京都府道601号由良金ヶ岬上福井線
京都府道601号由良金ヶ岬上福井線（きょうとふどう601ごう ゆらかながみさきかみふくいせん）は、京都府宮津市から舞鶴市に至る一般府道である。

## 概要
宮津市字由良から舞鶴市字下福井に至る。
宮津市字由良から金ヶ岬を経由して一般国道175号に至る路線とされている。
舞鶴市字西神崎から東神崎にかけて神崎海水浴場があり、周囲には企業の保養所が建ち並ぶ。舞鶴市字白杉から喜多にかけては有数の海釣りポイントである。途中の青井には槇山への登山道路があり、パラグライダーを楽しむものも見られる。また、吉田にある瑠璃寺のしだれ桜は有名で、シーズンにはライトアップされる。未開通区間があり盲腸線の状態ではあるものの、全線にわたって海水浴場や釣りのポイントといったレジャー用途に適した路線となっている。
終点に程近い喜多には貯木場をはじめとした木材団地や、2003年（平成15年）に造成された喜多工業団地といった工業団地もあり、舞鶴港に隣接した工業地帯にもなっている。

### 路線データ
- 起点：宮津市字由良（国道178号交点）
- 終点：舞鶴市字下福井（下福井交差点、国道175号交点）
- 総延長：12.3478 km[1]
- 不通区間
  - 宮津市字由良 - 舞鶴市字西神崎
  - 舞鶴市字東神崎 - 舞鶴市字白杉

## 歴史
- 1959年（昭和34年） - 一般府道由良金ヶ岬上福井線として京都府が認定。

## 路線状況
起点とされる宮津市字由良から舞鶴市字西神崎にかけての由良川を渡る区間と舞鶴市東神崎から白杉にかけての金ヶ岬周辺の区間は未開通となっている。

### 道路施設

#### トンネル
- 大君トンネル：延長236 m、1994年（平成6年）竣工、舞鶴市

道路改良事業の一環として1994年（平成6年）10月に竣工した延長236 mのトンネル。公成建設・大栄建設JVが施工。

## 地理
未開通区間の存在によって実質の起点となっている由良川右岸の舞鶴市字西神崎から字東神崎まで若狭湾に沿って東進する。終点側は天然の良港舞鶴湾に面し、南下しながら海岸沿いの集落を結ぶ。喜多貯木場付近で海から離れ、国道175号と下福井交差点で接続する経路となっている。

### 通過する自治体
- 京都府
  - 宮津市 - 舞鶴市

### 交差する道路
| 交差する道路              | 市町村名 | 市町村名 | 交差する場所        | 交差する場所 |
| ------------------------- | -------- | -------- | ------------------- | ------------ |
| 国道178号未供用           | 宮津市   | 字由良   | 起点                |              |
| 未供用区間                |          |          |                     |              |
| 京都府道571号西神崎上東線 | 舞鶴市   | 字西神崎 | 神崎交差点          |              |
| 未供用区間                |          |          |                     |              |
| 国道175号 国道178号 重複  | 舞鶴市   | 字下福井 | 下福井交差点 / 終点 |              |

### 沿線
自然
- 由良川
- 槇山

教育
- 舞鶴市立福井小学校

金融機関・郵便局
- 神崎簡易郵便局

交通
- 京都交通舞鶴営業所
- 京都丹後鉄道宮舞線 丹後神崎駅

神社・仏閣
- 穴観音
- 結城神社
- 瑠璃寺（吉田のしだれ桜）

余暇・観光
- 神崎海水浴場
- 白杉海水浴場
- 槇山公園
- アオイマリーナ
- 舞鶴港とれとれセンター